# Záboří
Záboří es una localidad situada en el distrito de České Budějovice en la región de Bohemia Meridional, República Checa. Tiene una población estimada, a principios del año 2022, de 377 habitantes.
Está ubicada en el centro-sur de la región, en la zona de la selva de Bohemia, a poca distancia al sur de la ciudad de Praga, de la orilla del río Moldava — el más largo del país, afluente del río Elba — y al norte de la frontera con Austria.